# Wilfried Menghin
Wilfried Menghin (* 8. April 1942 in München; † 19. Juni 2013 in Berlin) war ein deutscher Prähistoriker und Museumsdirektor.

## Leben
Wilfried Menghin wurde 1942 in München geboren und wuchs dort auf. Nach dem Wehrdienst studierte er ab 1965 bei Joachim Werner an der Universität München, bei Wilhelm Albert von Brunn an der Universität Gießen und bei Walter Torbrügge (1923–1994) an der Universität Regensburg Vor- und Frühgeschichte, sowie bei Günter Ulbert Provinzialrömische Archäologie, Völkerkunde und bei Kurt Reindel Mittlere Geschichte. 1971 wurde er in München promoviert und 1986 in Regensburg für das Fach Vor- und Frühgeschichte habilitiert. Von 1972 bis 1990 war er, zuletzt als Hauptkonservator und Direktor am Germanischen Nationalmuseum in Nürnberg. 1986 bis 1990 lehrte er als Privatdozent und bis 2001 als außerplanmäßiger Professor an der Universität Regensburg. Von 1990 bis April 2008 war er Direktor und Professor des Museums für Vor- und Frühgeschichte der Staatlichen Museen zu Berlin und Landesarchäologe von Berlin. Unter seiner Leitung wurden nach der Deutschen Wiedervereinigung die Sammlungen der Museen in Ost- und Westberlin zusammengeführt und die 2009 eröffnete Präsentation im Neuen Museum vorbereitet. Über seinen Eintritt in den Ruhestand hinaus engagierte er sich als Sonderbeauftragter des Präsidenten der Stiftung Preußischer Kulturbesitz besonders für seit dem Kriegsende als Beutekunst vermisste Bestände des Museums, wie den Schatz des Priamos.
Seit 1992 war er außerdem Honorarprofessor an der Freien Universität Berlin. Menghin war Vorsitzender der Kommission zur Erforschung von Sammlungen archäologischer Funde und Unterlagen aus dem nordöstlichen Mitteleuropa, Vorstandsmitglied im Verband der Landesarchäologen und ordentliches Mitglied des Deutschen Archäologischen Instituts. Seine wichtigsten Forschungsbereiche waren die Archäologie der Bronzezeit und der Merowingerzeit.
Zu seinem besonderen Fachgebiet gehörte die Erforschung der Geschichte der Langobarden. Sowohl in archäologischen Untersuchungen als auch in historischer Quellenerforschung befasste er sich mit diesem germanischen Volksstamm und beschrieb dessen Kultur, Gesetze und Gebräuche sowie die  Wanderungen dieses Volkes von Norddeutschland bis nach Italien und den Untergang als selbständiger Staat durch Karl dem Großen in einer reich bebilderten wissenschaftlichen Arbeit.
Seine letzte Ruhestätte fand Wilfried Menghin auf dem Evangelischen Friedhof Paplitzer Straße in Berlin-Lichtenrade.

## Arbeiten

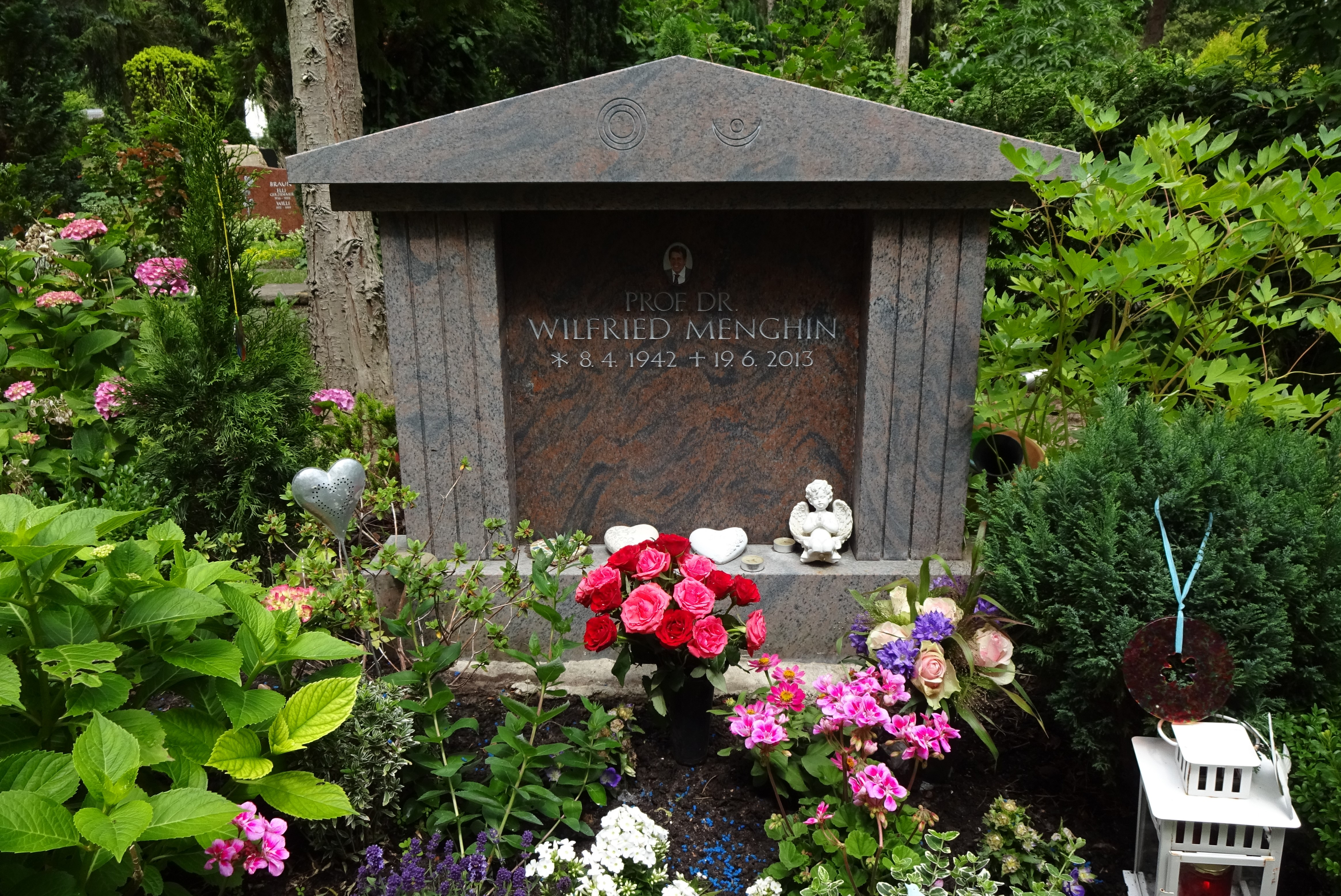
Wilfried Menghins Grab auf dem Friedhof Lichtenrade in Berlin-Lichtenrade

Heino Neumayer (Zusammenstellung): Schriftenverzeichnis Wilfried Menghin. In: Angelika Hofmann u. a. (Hrsg.): Die archäologischen Funde aus Polen und dem Baltikum im Germanischen Nationalmuseum. Gedenkschrift für Wilfried Menghin. Verlag des Germanischen Nationalmuseums, Nürnberg 2022 (Wissenschaftliche            Beibände zum Anzeiger des Germanischen Nationalmuseums; 45), ISBN 978-3-946217-29-9, S. 16–27.
Ausstellungen
- Magisches Gold. Kultgerät der späten Bronzezeit (Nürnberg 1977)
- Römische Paradehelme (Nürnberg 1978)
- Awaren. Ein Reitervolk aus Asien (Nürnberg 1985)
- Germanen, Hunnen und Awaren. Schätze der Völkerwanderungszeit (Nürnberg, Frankfurt a. Main 1986/1987)
- Wikinger, Waräger und Normannen. Die Skandinavier und Europa 800-1200 (Paris, Berlin, Kopenhagen 1992/1993)
- Die Franken – Wegbereiter Europas (Mannheim, Berlin, Paris 1996/1997)
- Menschen, Zeiten, Räume. Archäologie in Deutschland (Berlin, Bonn 2002/2003)
- Merowingerzeit – Europa ohne Grenzen (Moskau, Sankt Petersburg 2007)
- Im Zeichen des Goldenen Greifen. Königsgräber der Skythen (Berlin, München, Hamburg 2007/2008)

Herausgeberschaften bis 2008:
Periodica
- Acta Praehistorica et Archaeologica
- Berliner Beiträge zur Vor- und Frühgeschichte
- Archäologisches Nachrichtenblatt
- Die Altertümer des Museums für Vor- und Frühgeschichte Berlin

### Kataloge
- Magisches Gold. Kultgerät der späten Bronzezeit (Nürnberg 1977)
- Awaren in Europa. Schätze eines asiatischen Reitervolkes. 6. bis 8. Jahrhundert (Nürnberg, Frankfurt a. Main 1985)
- Germanen, Hunnen und Awaren. Schätze der Völkerwanderungszeit (Nürnberg, Frankfurt a. Main 1997)
- Zwischen Walhall und Paradies (Berlin 1991)
- Wikinger, Waräger und Normannen. Die Skandinavier und Europa 800 bis 1200 (Berlin 1992)
- Die Franken – Les Francs (Mannheim, Berlin 1997)
- Menschen, Zeiten, Räume. Archäologie in Deutschland (Berlin, Bonn 2002/2003)
- Merowingerzeit – Europa ohne Grenzen (Epocha Merovingov – Evropa bez granic. Moskau, Sankt Petersburg 2007)
- Im Zeichen des goldenen Greifen. Königsgräber der Skythen (Berlin, München, Hamburg 2007/2008)

Saalführer
- Eisenzeit. Museum für Vor- und Frühgeschichte, Berlin 1998
- Bronzezeit. Museum für Vor- und Frühgeschichte, Berlin 1999

Monographien
- Kelten, Römer und Germanen. Archäologie und Geschichte. Prestl, München 1980
- Gotische und langobardische Funde aus Italien im Germanischen Nationalmuseum Nürnberg. Nürnberg 1983
- Der Goldkegel von Ezelsdorf. Theiss, Stuttgart 1983
- Das Schwert im frühen Mittelalter. Theiss, Stuttgart 1983
- Die Langobarden. Geschichte und Archäologie. Theiss, Stuttgart 1985
- Frühgeschichte Bayerns. Theiss, Stuttgart 1990
- Der Berliner Goldhut. Macht, Magie und Mathematik in der Bronzezeit. Die Sammlungen des Museums für Vor- und Frühgeschichte. Bd. II. Schnell und Steiner 2010

Schriftenverzeichnis bis 2006
- Acta Praehistorica et Archaeologica 39, 2007, Wilfried Menghin zum 65. Geburtstag, S. 11–18.